# Airco DH.16
El Airco DH.16 fue uno de los primeros aviones de pasajeros británicos, diseñado por Geoffrey de Havilland, el diseñador jefe de Airco. Tenía capacidad para un piloto y cuatro pasajeros, y operó entre 1919 y 1923.

## Diseño y desarrollo
El DH.16 era un bombardero ligero biplano Airco DH.9A rediseñado con un fuselaje más ancho, con una cabina cerrada con capacidad para cuatro pasajeros, más el piloto en una cabina abierta. En marzo de 1919, el prototipo voló por primera vez desde el aeródromo de Hendon. Se construyeron nueve aviones, y todos menos uno fueron entregados a la subsidiaria de Airco, Aircraft Transport & Travel Limited (AT&T).

## Historia operacional
AT&T utilizó el primer avión para realizar vuelos de placer; más tarde, el 25 de agosto de 1919 fue con este modelo de avión que AT&T operó el primer servicio internacional regular (diario) del mundo, desde el aeródromo de Londres-Hounslow Heath hasta el aeropuerto de París-Le Bourget.
El 17 de mayo de 1920, un DH.16 de AT&T (G-EALU) realizó el primer servicio de KLM entre el  aeropuerto de Croydon y el aeropuerto de Ámsterdam-Schiphol.
En diciembre de 1920, AT&T cerró. Un avión fue vendido a la The River Plate Aviation Company de Argentina, para operar un servicio transfluvial entre Buenos Aires y Montevideo, y los otros aviones fueron almacenados. Dos de ellos fueron utilizados posteriormente para realizar vuelos de reparto de periódicos, pero el 10 de enero de 1923 uno de ellos sufrió un accidente fatal y los DH.16 restantes fueron retirados y desguazados.

## Variantes
Los primeros seis aviones estaban propulsados por un motor de pistón en línea Rolls-Royce Eagle de 239 kW (320 hp); los tres últimos aviones fueron equipados con el más potente motor  Napier Lion de 336 kW (450 hp).

## Operadores
Argentina
- The River Plate Aviation Company: tres aeronaves, c/n No 2, No 3 y P-4.

 Países Bajos
- KLM: servicios operados por aviones de Aircraft Transport & Travel.

 Reino Unido
- Aircraft Transport and Travel Limited: los nueve DH.16 operaron entre 1919 y 1922.
- De Havilland Aeroplane Hire Service: dos antiguos aviones de AT&T, de 1922 a 1923.

## Especificaciones (DH.16 con motor Napier Lion)
Referencia datos: De Havilland Aircraft since 1909 

### Características generales
- Tripulación: Uno (piloto)
- Capacidad: Cuatro pasajeros[6]
- Longitud: 9,7 m (31,8 ft)
- Envergadura: 14,2 m (46,5 ft)
- Altura: 3,5 m (11,3 ft)
- Superficie alar: 45,5 m² (489,8 ft²)
- Peso vacío: 1431 kg (3153,9 lb)
- Peso máximo al despegue: 2155 kg (4749,6 lb)
- Planta motriz: 1× motor lineal de 12 cilindros en W refrigerado por agua Napier Lion.
  - Potencia: 340 kW (469 HP; 462 CV)
- Hélices: De cuatro palas de paso fijo de madera

### Rendimiento
- Velocidad máxima operativa (Vno): 219 km/h (136 MPH; 118 kt)
- Velocidad crucero (Vc): 160 km/h (99 MPH; 86 kt)
- Alcance: 684 km (369 nmi; 425 mi)
- Techo de vuelo: 6400 m (20 997 ft)
- Régimen de ascenso: 5,1 m/s (1004 ft/min)

## Aeronaves relacionadas

### Desarrollos relacionados
- Airco DH.9A
- Airco DH.18

### Aeronaves similares
- Salmson 2 Limousine
- BAT F.K.26
- Vickers Vulcan

### Secuencias de designación
- Secuencia DH._ (interna de Airco): ← DH.12 - DH.14 - DH.15 - DH.16 - DH.17 - DH.18 - DH.19 →